# Bierville
Ne doit pas être confondu avec Domaine de Bierville ou Bierville (Essonne).
Bierville est une commune française située dans le département de la Seine-Maritime en région Normandie.

## Géographie

### Localisation
| Pierreval           | Longuerue | Longuerue         |
| Pierreval           | Bierville | Longuerue         |
| Morgny-la-Pommeraye |           | Blainville-Crevon |

### Hydrographie
La commune est située dans le bassin Seine-Normandie. Elle n'est drainée par aucun cours d'eau,. Néanmoins un plan d'eau est présent sur le territoire communal : Close Mare (0 ha),.

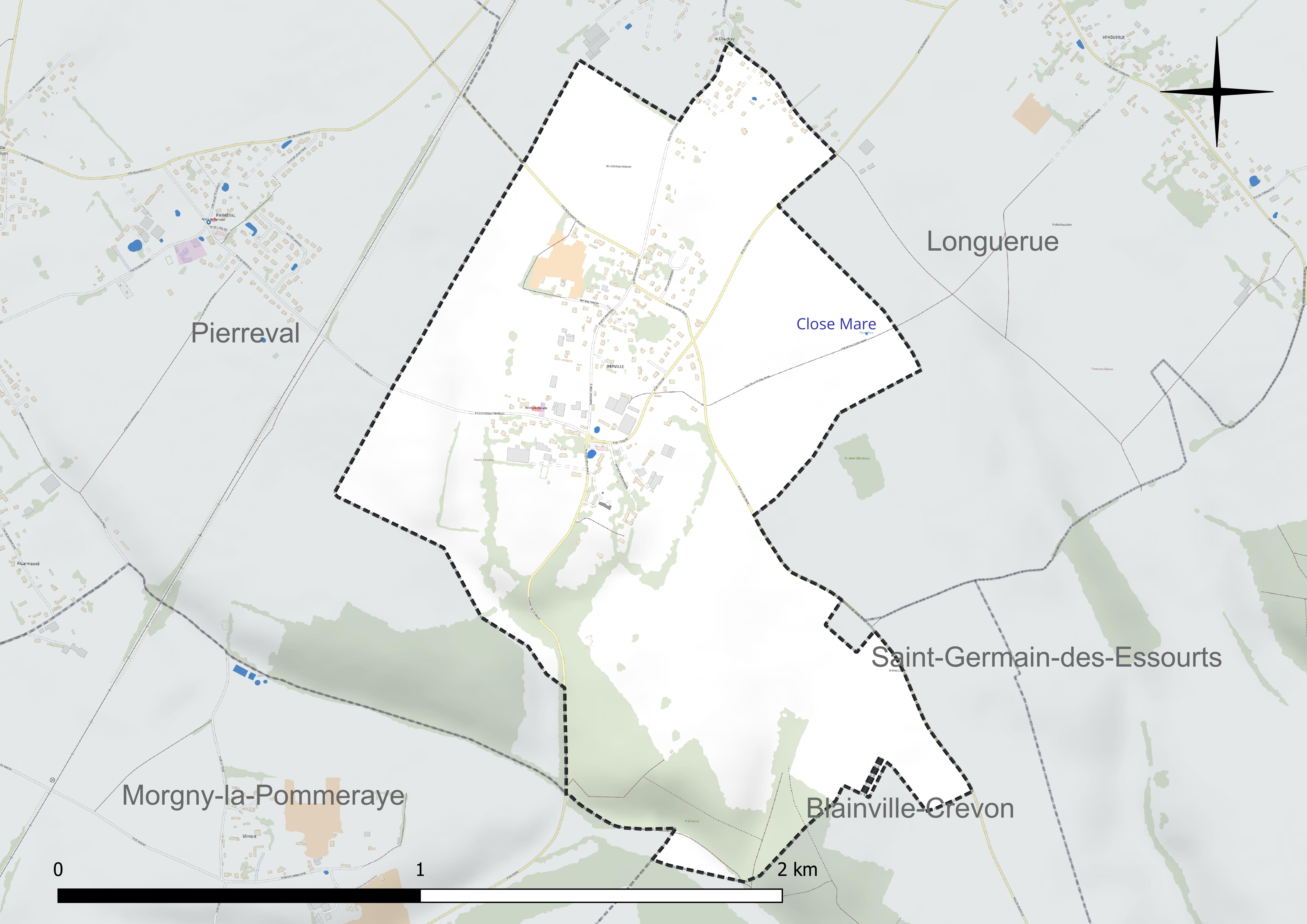
Réseau hydrographique de Bierville.

### Climat
Pour des articles plus généraux, voir Climat de la Normandie et Climat de la Seine-Maritime.
En 2010, le climat de la commune est de type climat océanique dégradé des plaines du Centre et du Nord, selon une étude du CNRS s'appuyant sur une série de données couvrant la période 1971-2000. En 2020, Météo-France publie une typologie des climats de la France métropolitaine dans laquelle la commune est exposée à un climat océanique et est dans la région climatique Côtes de la Manche orientale, caractérisée par un faible ensoleillement (1 550 h/an) ; forte humidité de l’air (plus de 20 h/jour avec humidité relative > 80 % en hiver), vents forts fréquents. Parallèlement le GIEC normand, un groupe régional d’experts sur le climat, différencie quant à lui, dans une étude de 2020, trois grands types de climats pour la région Normandie, nuancés à une échelle plus fine par les facteurs géographiques locaux. La commune est, selon ce zonage, exposée à un « climat maritime », correspondant au Pays de Caux, frais, humide et pluvieux, légèrement plus frais que dans le Cotentin.
Pour la période 1971-2000, la température annuelle moyenne est de 10,2 °C, avec une amplitude thermique annuelle de 14,4 °C. Le cumul annuel moyen de précipitations est de 875 mm, avec 13,3 jours de précipitations en janvier et 8,7 jours en juillet. Pour la période 1991-2020, la température moyenne annuelle observée sur la station météorologique la plus proche, située sur la commune de Rouen à 16 km à vol d'oiseau, est de 12,6 °C et le cumul annuel moyen de précipitations est de 817,9 mm,. Pour l'avenir, les paramètres climatiques de la commune estimés pour 2050 selon différents scénarios d’émission de gaz à effet de serre sont consultables sur un site dédié publié par Météo-France en novembre 2022.

## Urbanisme

### Typologie
Au 1er janvier 2024, Bierville est catégorisée commune rurale à habitat dispersé, selon la nouvelle grille communale de densité à sept niveaux définie par l'Insee en 2022.
Elle est située hors unité urbaine. Par ailleurs la commune fait partie de l'aire d'attraction de Rouen, dont elle est une commune de la couronne,. Cette aire, qui regroupe 317 communes, est catégorisée dans les aires de 200 000 à moins de 700 000 habitants,.

### Occupation des sols
L'occupation des sols de la commune, telle qu'elle ressort de la base de données européenne d’occupation biophysique des sols Corine Land Cover (CLC), est marquée par l'importance des territoires agricoles (75,7 % en 2018), une proportion identique à celle de 1990 (75,7 %). La répartition détaillée en 2018 est la suivante : 
terres arables (60,6 %), prairies (15,1 %), zones urbanisées (13,2 %), forêts (11,1 %). L'évolution de l’occupation des sols de la commune et de ses infrastructures peut être observée sur les différentes représentations cartographiques du territoire : la carte de Cassini (XVIIIe siècle), la carte d'état-major (1820-1866) et les cartes ou photos aériennes de l'IGN pour la période actuelle (1950 à aujourd'hui).

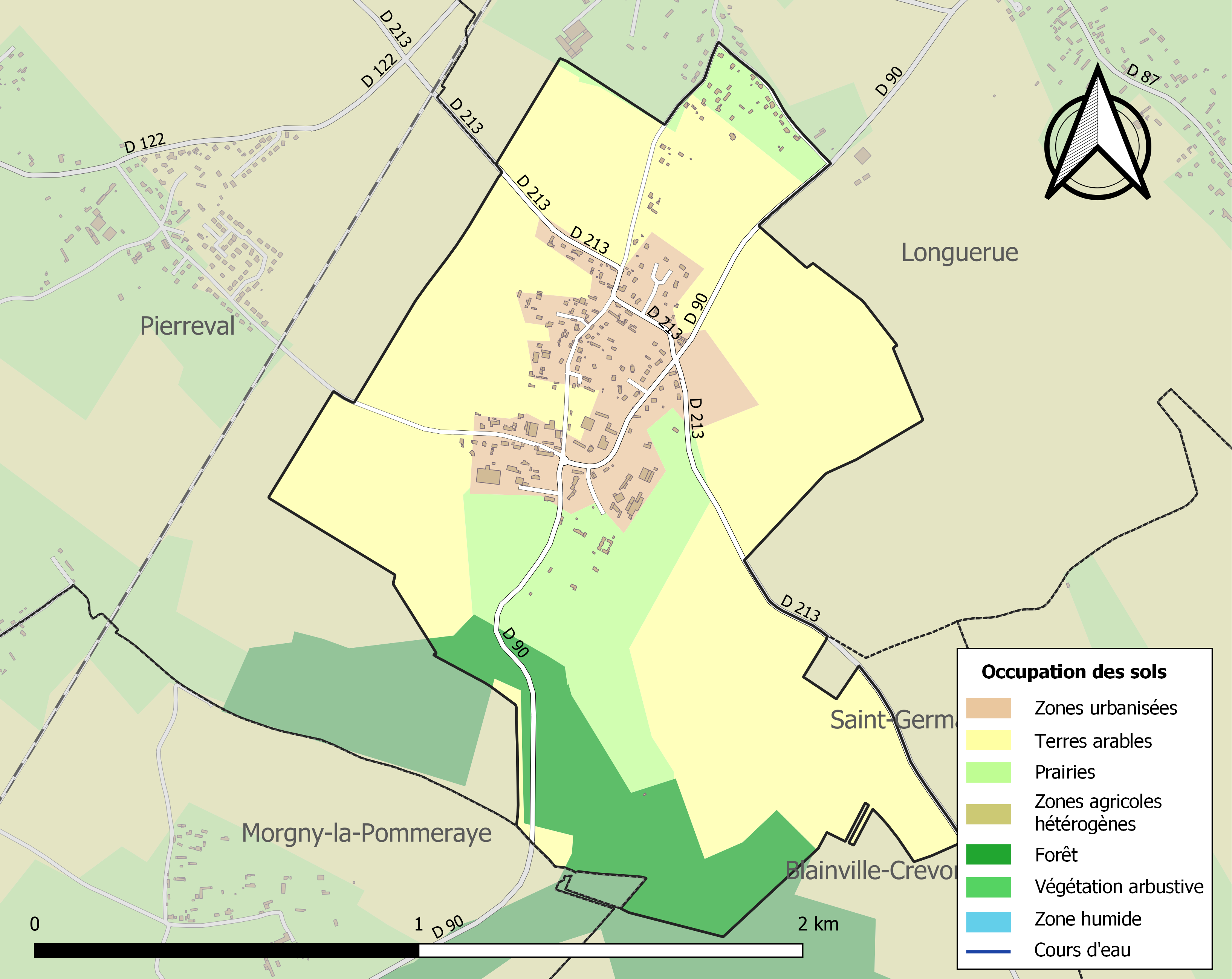
Carte des infrastructures et de l'occupation des sols de la commune en 2018 (CLC).

## Toponymie
Le nom de la localité est attesté sous les formes In Birvilla en 1184 ; Teobaldus de Biervilla vers 1210 ; Ecclesia de Biervilla vers 1240 ; Byervilla en 1284 ; Bierevilla en 1319 ; Bierville en 1392, 1403 et en 1459 ; Bierreville en 1471 ; Biervilla en 1337 ; Bierville 1431 (Longnon) ; Biereville en 1464 ; Biéreville en 1715 (Frémont) ; Bierville en 1757 (carte de Cassini).

## Histoire
C'est à Bierville (Seine-et-Oise) que s'est déroulé en 1926 le 6e Congrès démocratique international pour la paix et non à Bierville en Normandie, comme indiqué parfois par erreur. En effet l'instigateur en était Marc Sangnier, maire de la commune de Boissy-la-Rivière et propriétaire du Domaine de Bierville.

## Politique et administration
| Période                                  | Période                    | Identité            | Étiquette | Qualité                                                                           |
| ---------------------------------------- | -------------------------- | ------------------- | --------- | --------------------------------------------------------------------------------- |
| Les données manquantes sont à compléter. |                            |                     |           |                                                                                   |
| 1934                                     | 1936                       | Roger Hellouin      |           |                                                                                   |
| Les données manquantes sont à compléter. |                            |                     |           |                                                                                   |
| mars 2001                                |                            | Guy Pruvost         |           |                                                                                   |
| décembre 2017[réf. nécessaire]           | En cours (au 10 août 2020) | Jean-Jacques Boutet |           | Vice-président de la CC Inter-Caux-Vexin (2020 → ) Réélu pour le mandat 2020-2026 |

## Démographie
L'évolution du nombre d'habitants est connue à travers les recensements de la population effectués dans la commune depuis 1793. Pour les communes de moins de 10 000 habitants, une enquête de recensement portant sur toute la population est réalisée tous les cinq ans, les populations de référence des années intermédiaires étant quant à elles estimées par interpolation ou extrapolation. Pour la commune, le premier recensement exhaustif entrant dans le cadre du nouveau dispositif a été réalisé en 2007.

En 2022, la commune comptait 320 habitants, en évolution de +2,89 % par rapport à 2016 (Seine-Maritime : +0,35 %, France hors Mayotte : +2,11 %).
| 1793 | 1800 | 1806 | 1821 | 1831 | 1836 | 1841 | 1846 | 1851 |
| ---- | ---- | ---- | ---- | ---- | ---- | ---- | ---- | ---- |
| 166  | 170  | 324  | 161  | 196  | 187  | 184  | 195  | 175  |

| 1856 | 1861 | 1866 | 1872 | 1876 | 1881 | 1886 | 1891 | 1896 |
| ---- | ---- | ---- | ---- | ---- | ---- | ---- | ---- | ---- |
| 165  | 171  | 140  | 140  | 132  | 114  | 130  | 119  | 127  |

| 1901 | 1906 | 1911 | 1921 | 1926 | 1931 | 1936 | 1946 | 1954 |
| ---- | ---- | ---- | ---- | ---- | ---- | ---- | ---- | ---- |
| 101  | 112  | 119  | 110  | 100  | 96   | 81   | 95   | 92   |

| 1962 | 1968 | 1975 | 1982 | 1990 | 1999 | 2006 | 2007 | 2012 |
| ---- | ---- | ---- | ---- | ---- | ---- | ---- | ---- | ---- |
| 108  | 90   | 132  | 181  | 250  | 259  | 269  | 270  | 286  |

| 2017 | 2022 | - | - | - | - | - | - | - |
| ---- | ---- | - | - | - | - | - | - | - |
| 317  | 320  | - | - | - | - | - | - | - |

## Culture locale et patrimoine

### Lieux et monuments
- L'église Saint-Pierre-et-Saint-Paul.
- Le château de Bierville[22].

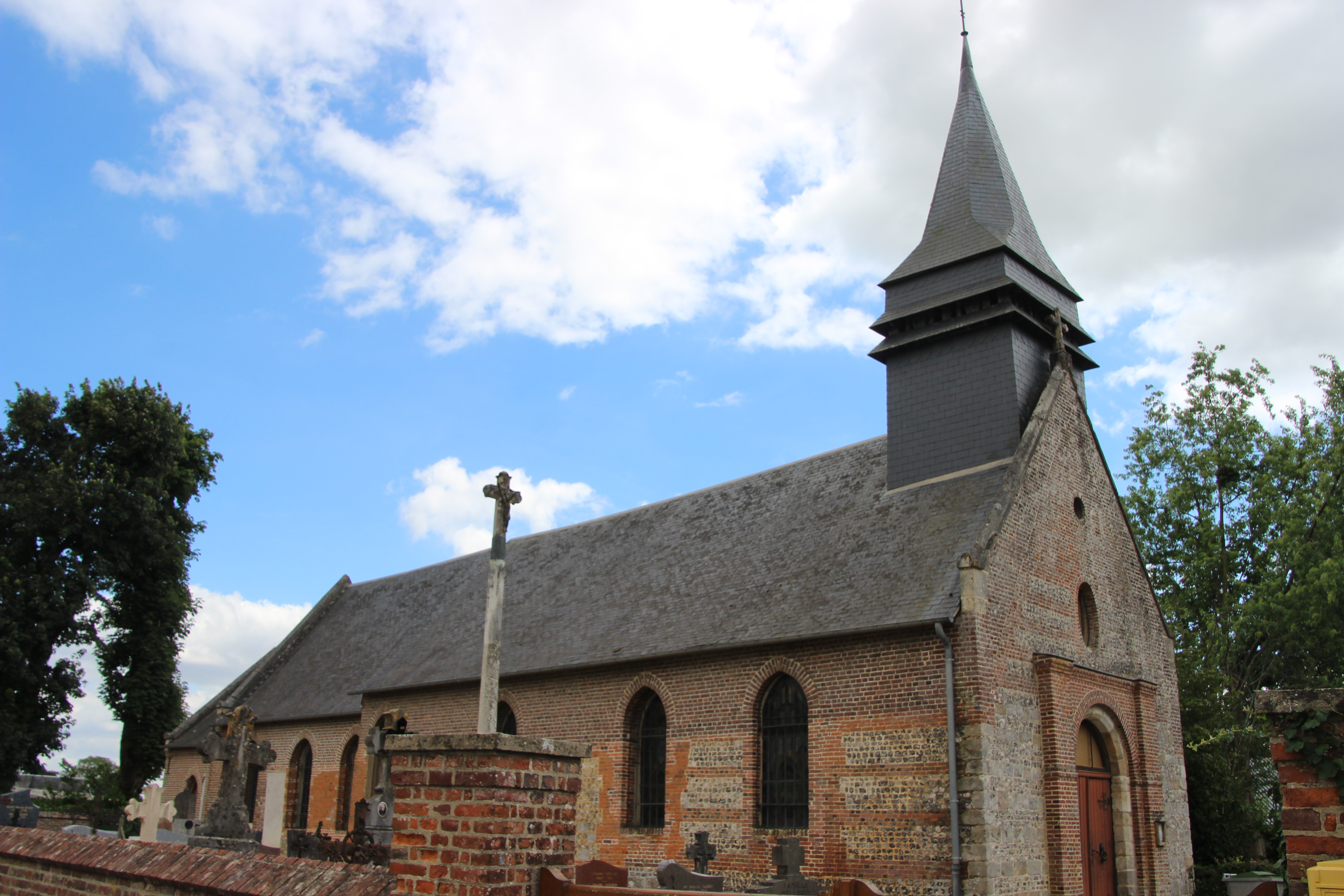
L'église.
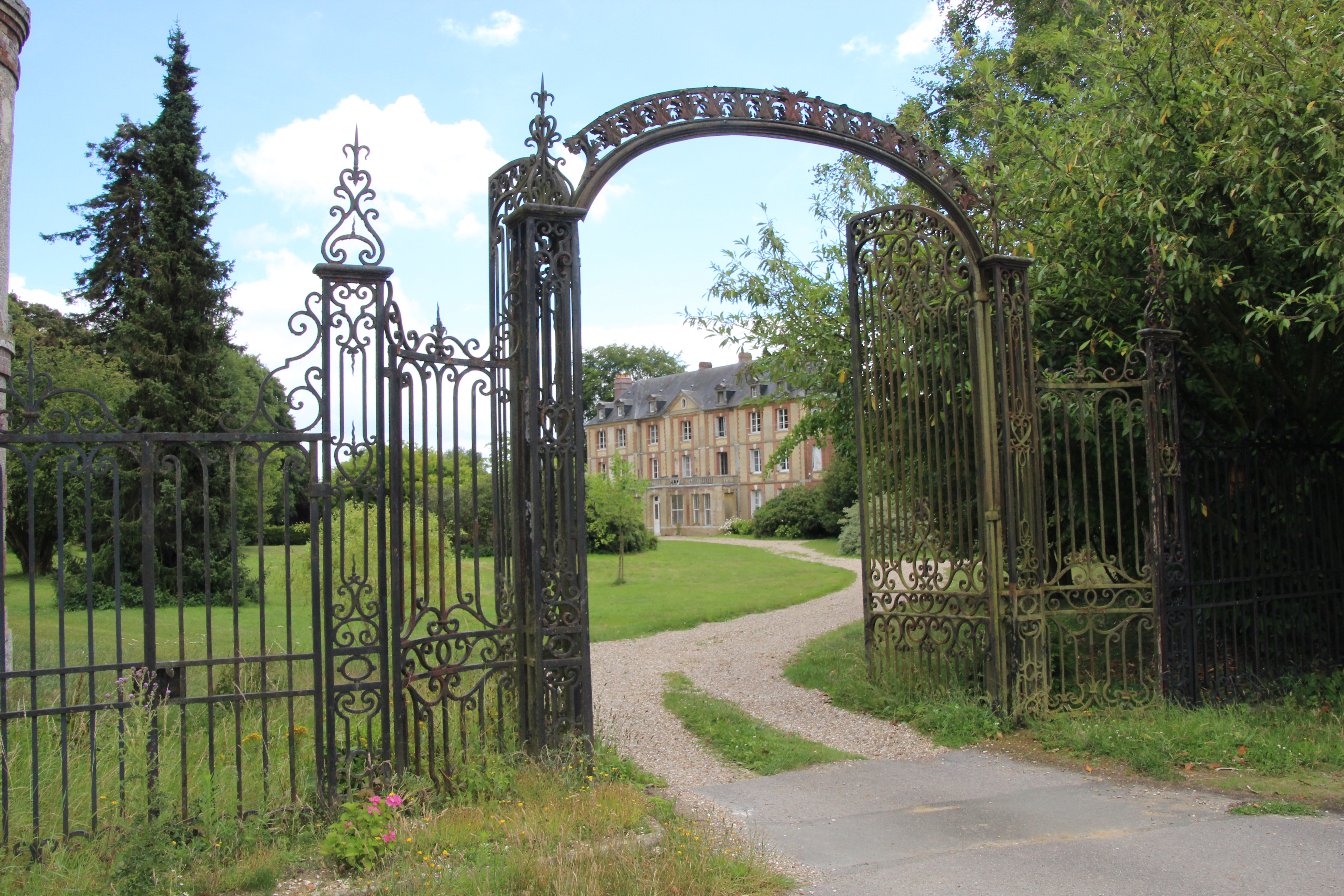
L'entrée du château.
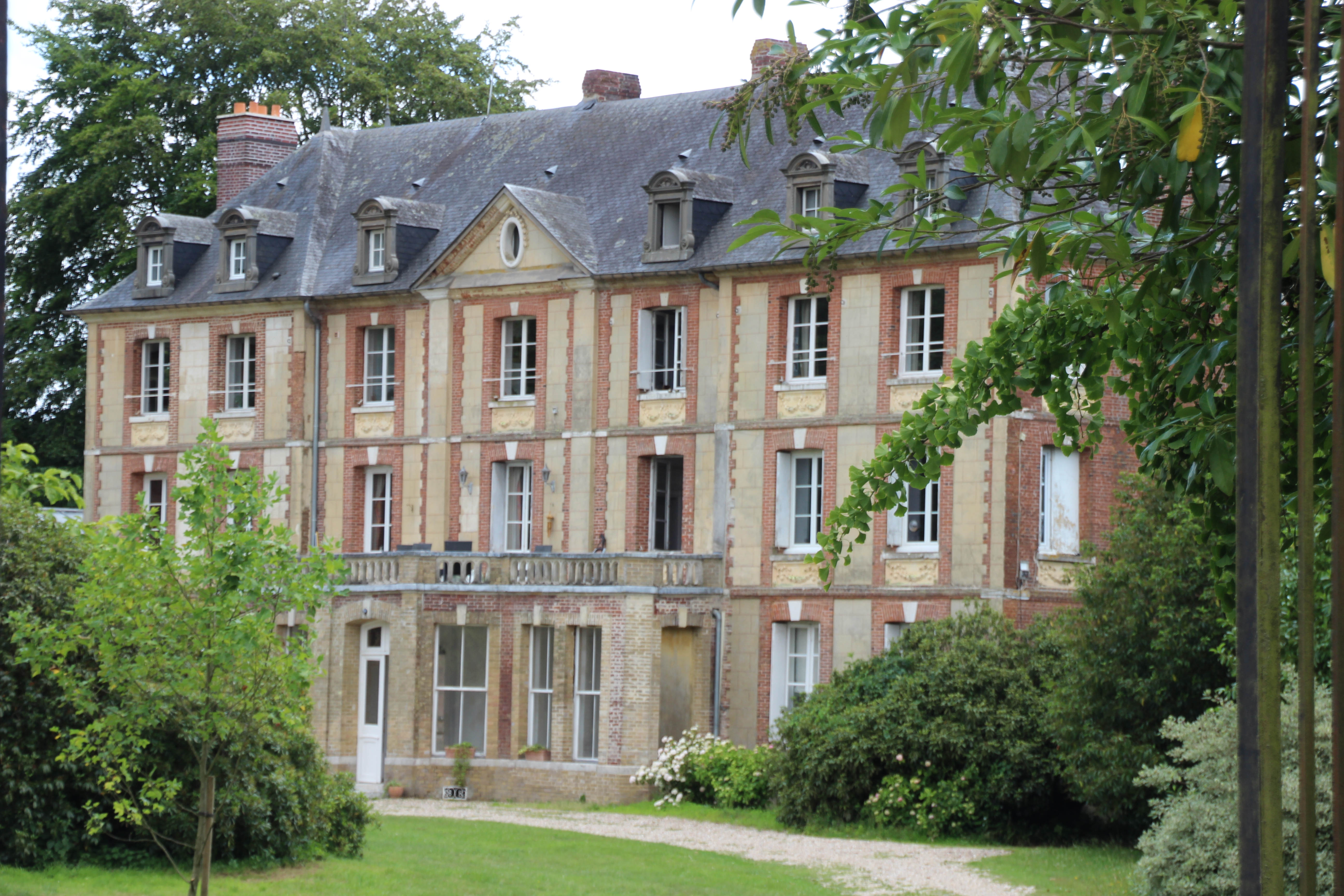
Château de Bierville.
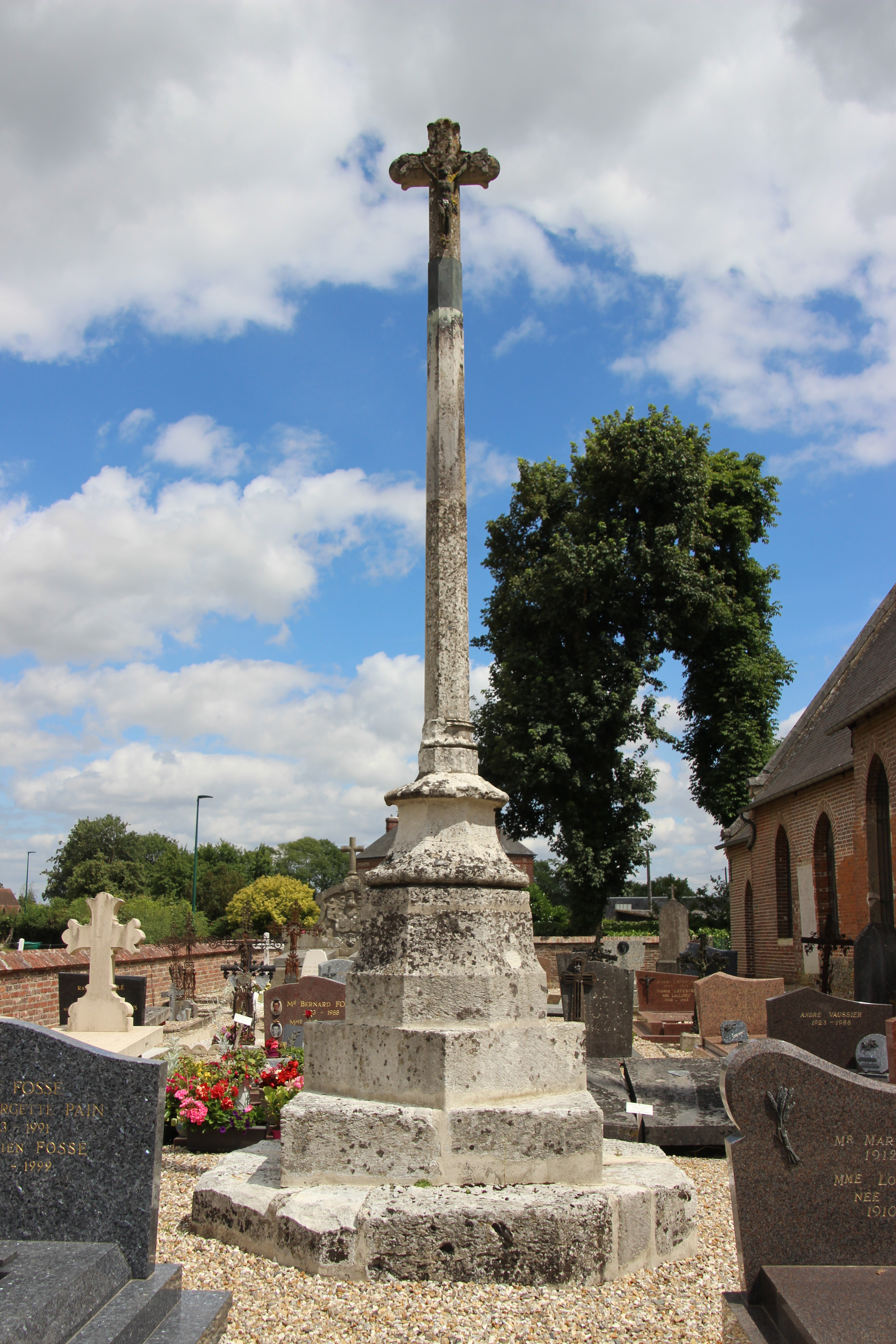
Calvaire, au cimetière.
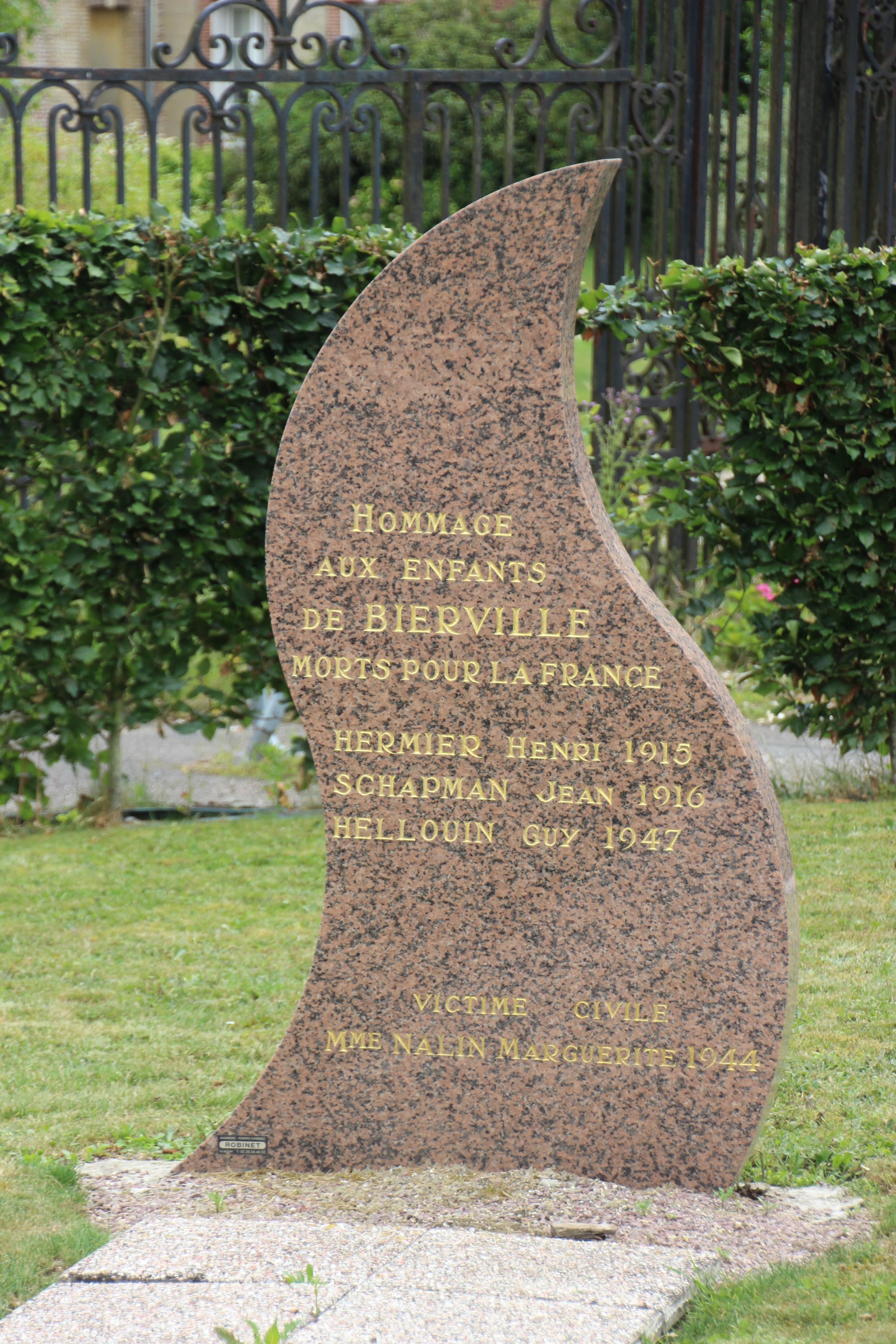
Monument aux morts.

### Personnalités liées à la commune
- Le comte Henry de La Vaulx (1870-1930), aéronaute français, également auteur de romans d'aventures, est natif de la commune et est né au château de Bierville.
- Carles Riba (1895-1959), poète catalan exilé qui écrivit Eligies de Bierville en 1943.
- Roger Bésus (1915-1994), sculpteur et écrivain, y avait sa maison et son atelier.